# Кайромони

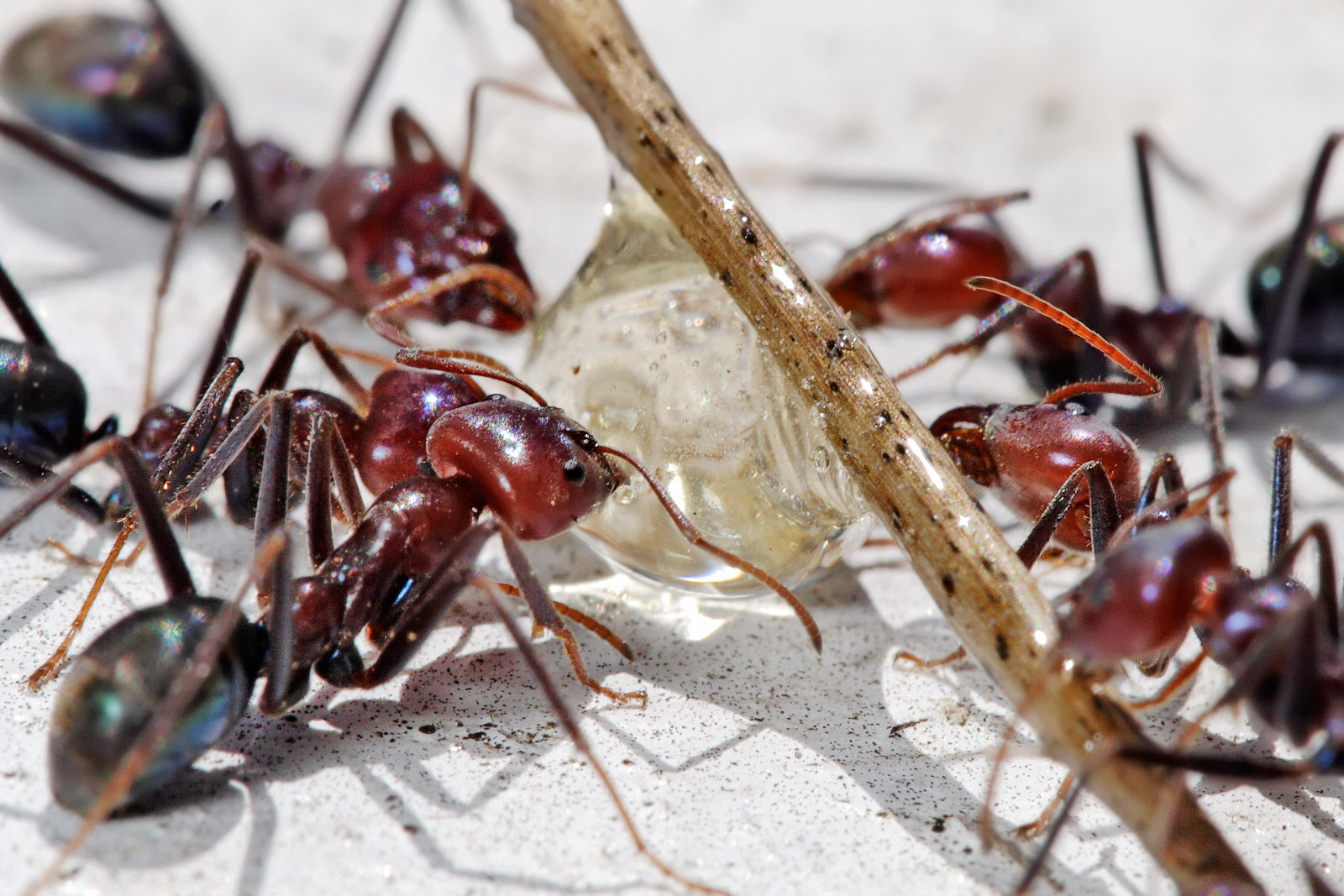
За феромоном тривоги мясоїдних мурашок хижаки відшукують їх

Кайромони (від грец. κairos — вигода, користь і hormao — привожу в рух, збуджую), речовини, що виділяються організмом у довкілля і специфічним чином впливають на представників інших видів. Викликають адаптивні поведінкові або фізіологічні реакції. При цьому кайромони можуть бути шкідливі або небезпечні для окремої особини, що виділяє їх, але корисні на рівні популяції, здійснюючи регуляцію її чисельності і т.і. Прикладами кайромонів служать пахучі виділення, що привертають хижаків або паразитів даного виду. Феромони деяких видів тварин можуть одночасно грати роль кайромонів. Так, агрегаційний феромон жука-короїда Ips confusus приваблює до нього хижака цього виду — жука Enoclerus lecontei.